# 宝泉寺駅
宝泉寺駅（ほうせんじえき）は、かつて大分県玖珠郡九重町大字菅原に設置されていた、日本国有鉄道（国鉄）宮原線の駅（廃駅）である。宮原線の廃止に伴い、1984年（昭和59年）12月1日に廃駅となった。

## 歴史
- 1937年（昭和12年）6月27日：宮原線の恵良駅 - 当駅間開業により、新設[1]。一般駅[1]。
- 1943年（昭和18年）9月1日：宮原線が不要不急線に選定され、営業休止[1]。
- 1948年（昭和23年）4月1日：恵良駅 - 当駅間の営業再開により復活[1]。
- 1954年（昭和29年）3月15日：当駅 - 肥後小国駅間が延伸開業[1]。
- 1971年（昭和46年）2月20日：貨物の取り扱いを廃止[1]。
- 1984年（昭和59年）
  - 2月1日：荷物の取り扱いを廃止[1]。
  - 12月1日：宮原線の全線廃止に伴い、廃駅となる[1]。
- 1986年（昭和61年）：駅跡に鉄道記念館がオープン[2][3]。
- 2004年（平成16年）：閉館[2][3]。
- 2017年（平成29年）7月22日：観光物産館「宝泉寺駅」が、駅跡地にオープン[2][3]。正式な閉店日は不明ながら2020年に新型コロナウイルス感染拡大による臨時休業を経てそのまま閉店。
- 2023年（令和5年）8月10日：物産館跡地にbakery cafe Humpty Dumpty開業[4]。

## 駅構造
廃止時点で、島式ホーム1面2線を有する有人駅（旅客駅）であった。地上より高い場所にあり、駅舎よりトンネルを潜り階段を上ったところにホームがあった。現在もトンネル・階段が残っている。豊後森駅から当駅の間で区間列車も設定されていた。

## 利用状況
廃止前の各年度の1日平均乗車人員は以下の通りである。
| 年度               | 1日平均 乗車人員 |
| ------------------ | ---------------- |
| 1975年（昭和50年） | 169              |
| 1980年（昭和55年） | 123              |
| 1984年（昭和59年） | 108              |

## 駅周辺
- 宝泉寺温泉
- 壁湯温泉
- 川底温泉

## 遺構
廃線後に駅舎は撤去され、跡地には九重町によって1986年（昭和61年）に鉄道記念館が建てられて、鉄道の模型地図などを展示し、観光案内所として利用されていた。その後、戦争資料館、竹工芸展示、昆虫館等に使用されたが、2004年（平成16年）に閉館。閉館後はバス停留所の宝泉寺交通センターとして利用されるのみで、本格的には活用されない状況が続いた。
2017年（平成29年）7月22日に、宝泉寺交通センターを改装して観光物産館「宝泉寺駅」がオープンした。木造2階建て、延面積約300m2。1階では地元の農産物や商品等が販売され、2階では旧宮原線に関する鉄道資料の展示が行われ、食事スペースも設けられていた。しかし2020年、新型コロナウイルス感染拡大に伴い臨時休業を経てそのまま閉店、空き店舗となっていたが、2023年8月10日にbakerycafe Humpty Dumptyが開業した。

## 隣の駅
日本国有鉄道
宮原線
町田駅 - 宝泉寺駅 - 麻生釣駅